# Sirmione
Sirmione je italské městečko v provincii Brescia. Žije zde přibližně 8 200 obyvatel. Historické centrum města se rozkládá na poloostrově Gardského jezera.
Každoročně se zde v letních měsících koná hudební festival Marie Callas.

## Historie

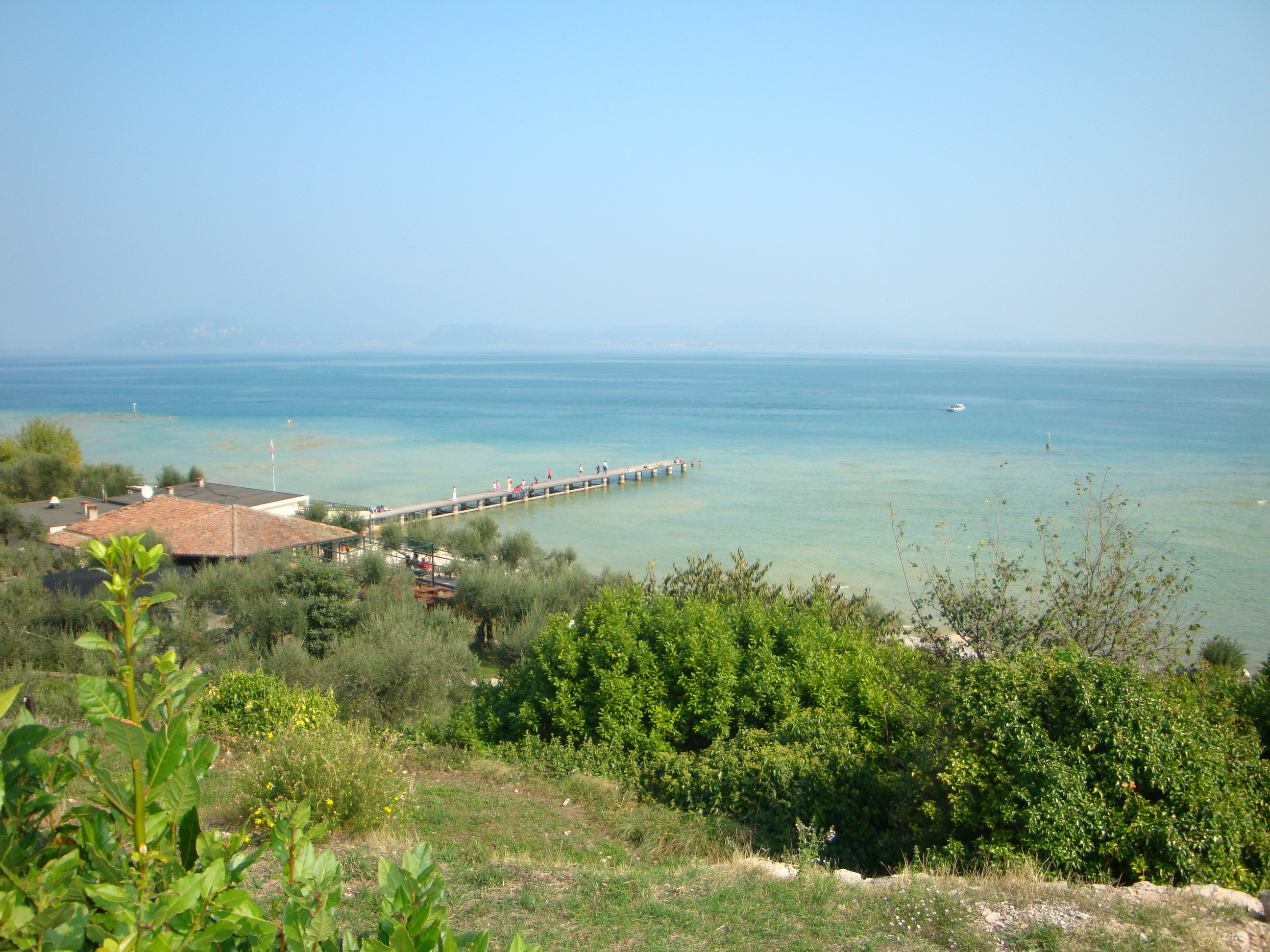
Pohled na pobřeží městečka

Místo, kde leží dnešní Sirmione, bylo osídleno už v 5. tisíciletí př. n. l. Městem se stalo až v 1. století př. n. l.
V 5. století potom získává opevnění a dostává se pod kontrolu Verony a Bresci. V průběhu pozdního středověku se stane důležitou pevností rodu Scaligeriů pro svou výhodnou strategickou pozici. Právě z této doby pochází hrad Castello Scaligero (1277 - 1278).
V roce 1405 potom přechází Sirmione pod kontrolu Benátské republiky.
V ulici Caio Valerio Catullo č. 7 se nachází vila Giovaniho Battisty Meneghiniho, manžela sopranistky Marie Callasové. Ta v Sirmione v letech své největší slávy 1952-1958 často trávila léto. Po odchodu Callasové s řeckým rejdařem Aristotelam Onassisem byla vila prodána a později byla rozdělena na několik bytů.

## Grotte di Catullo
Na samé špičce poloostrova se nachází největší a nejdůležitější římská vila v severní Itálii Grotte di Catullo (Calullovy jeskyně).
Vila byla vystavěna v době od 1. století př. n. l. do 1. století významnou veronskou rodinou Valerii a byla pravděpodobně jedním ze sídel slavného římského básníka Catulla.
Rozkládá se na ploše téměř 2 hektarů s mohutnými základy vyhloubenými do skály.
Od středověku používali obyvatelé části zdí jako materiál pro výstavbu místních domů. V průběhu 20. století podstoupila vila řadu oprav.

## Fotogalerie

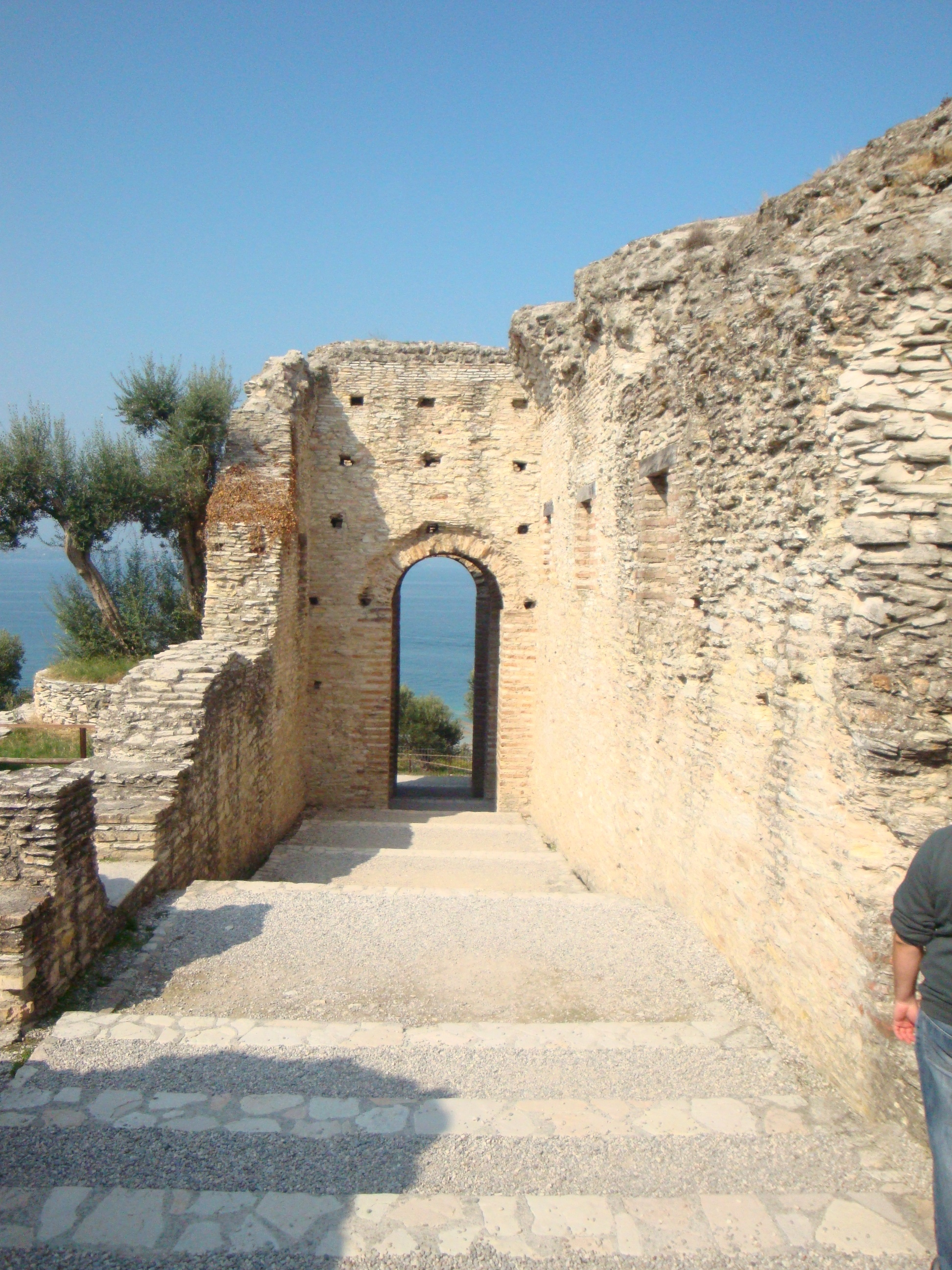
Grotte di Catullo
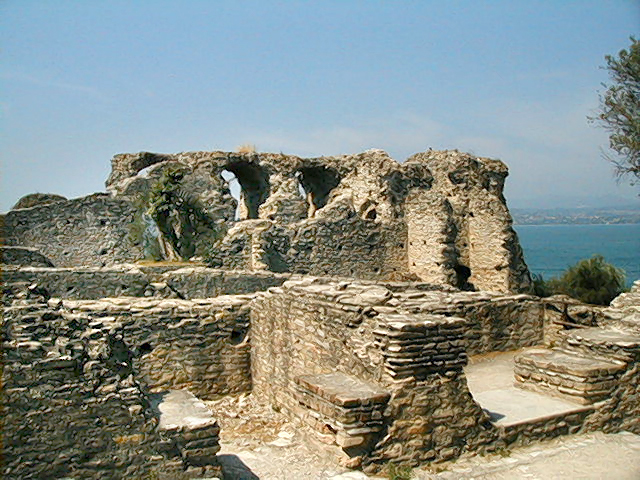
Grotte di Catullo
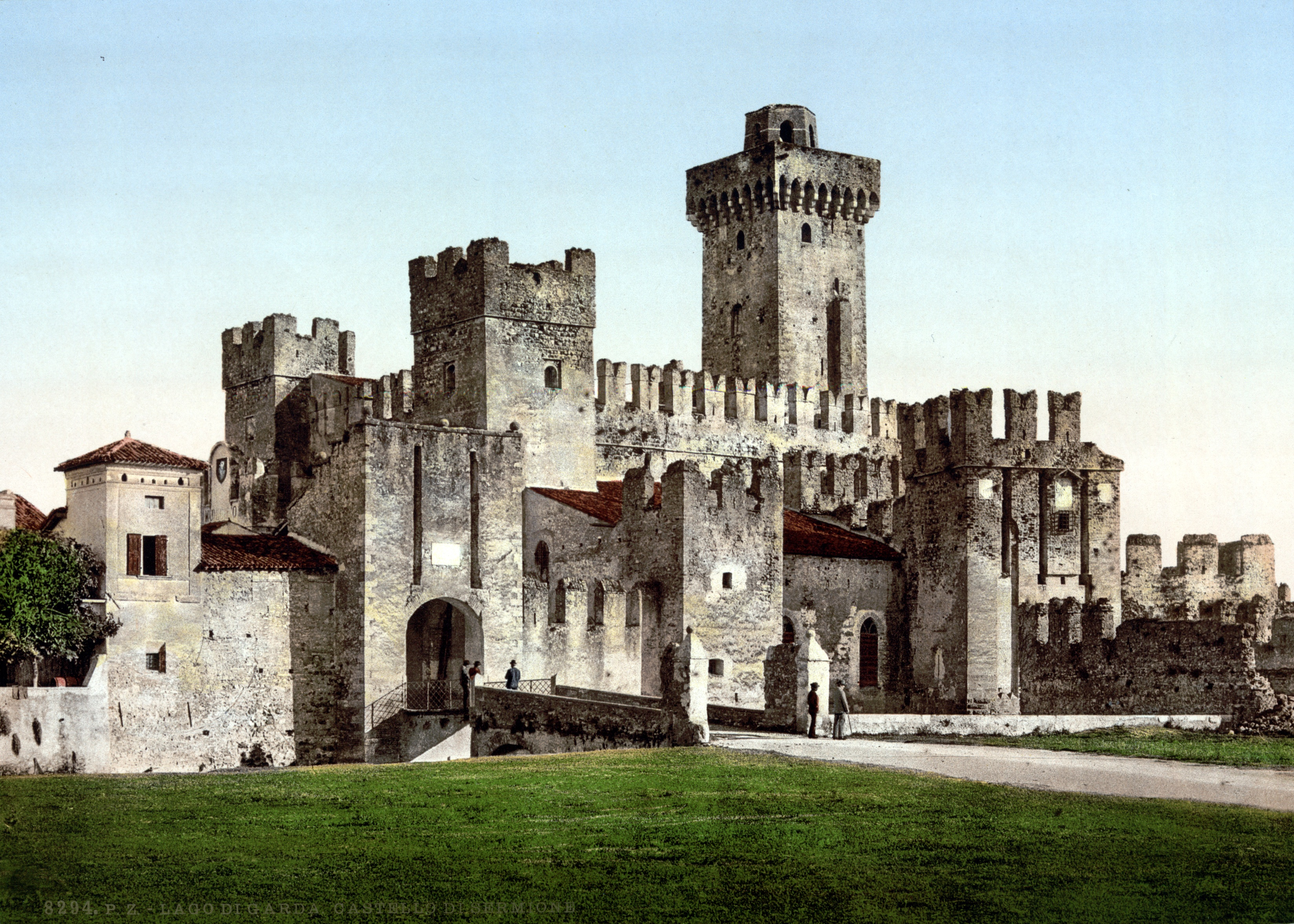
Hrad Scaligerů (Castello scaligero) na počátku 20. století
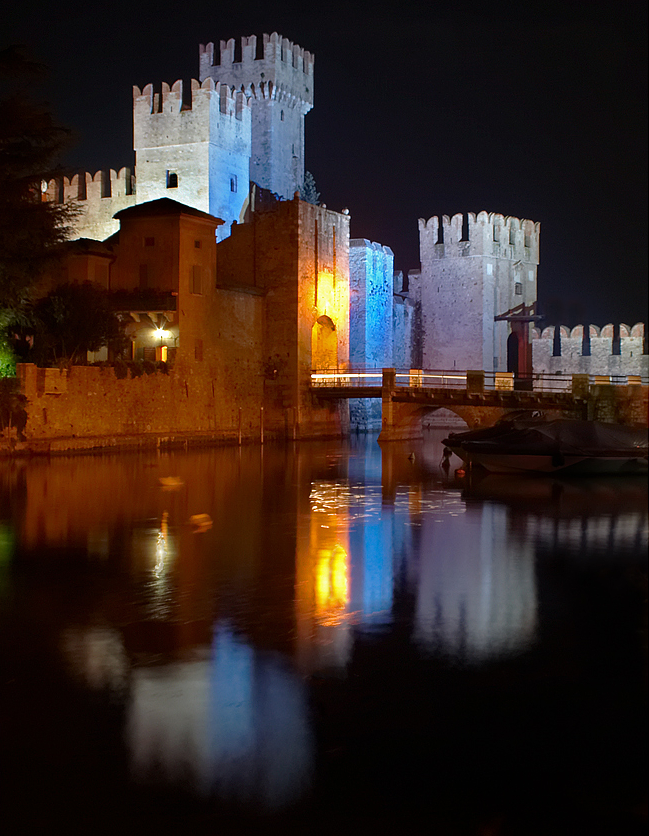
Castello scaligero
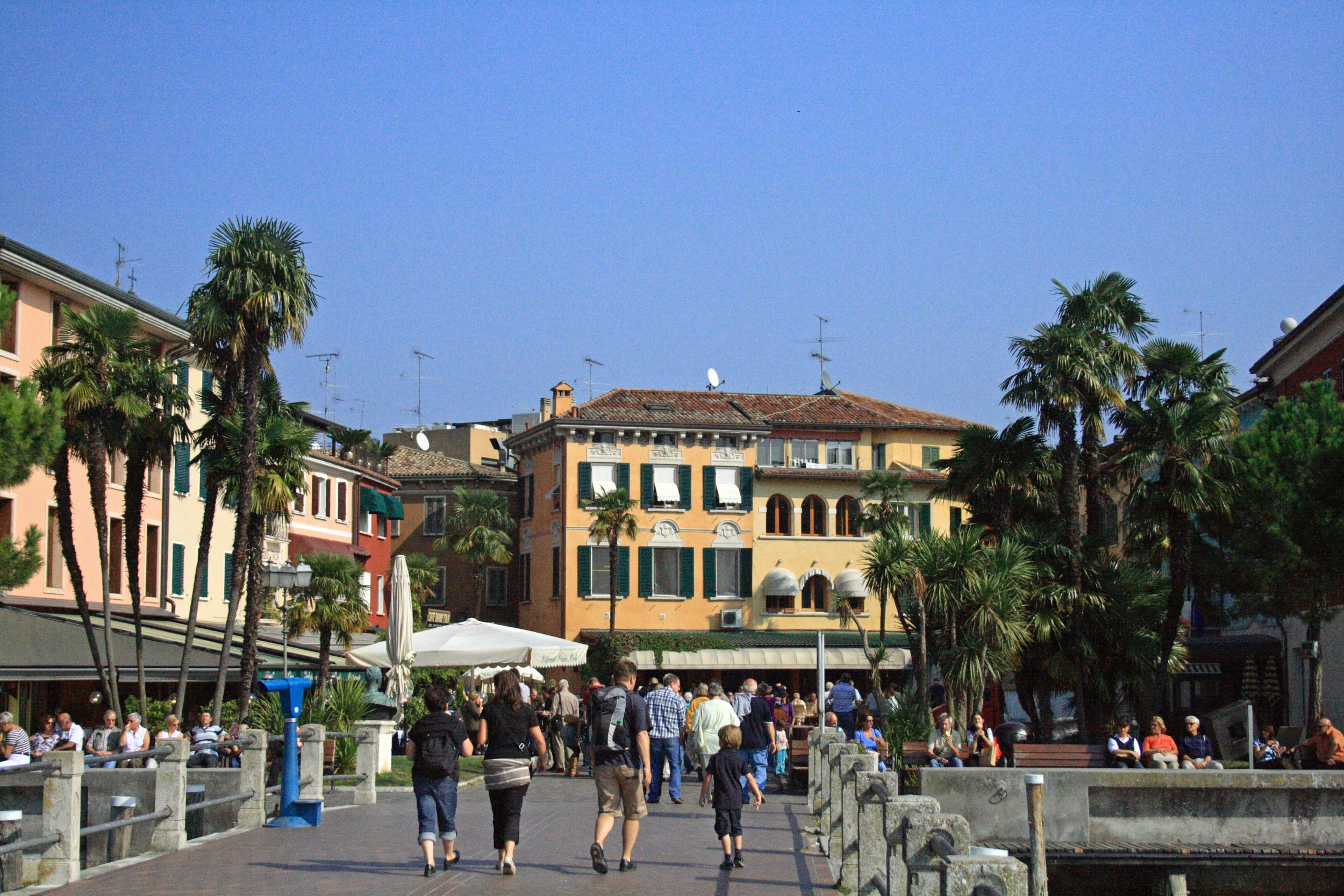
Piazza Carducci
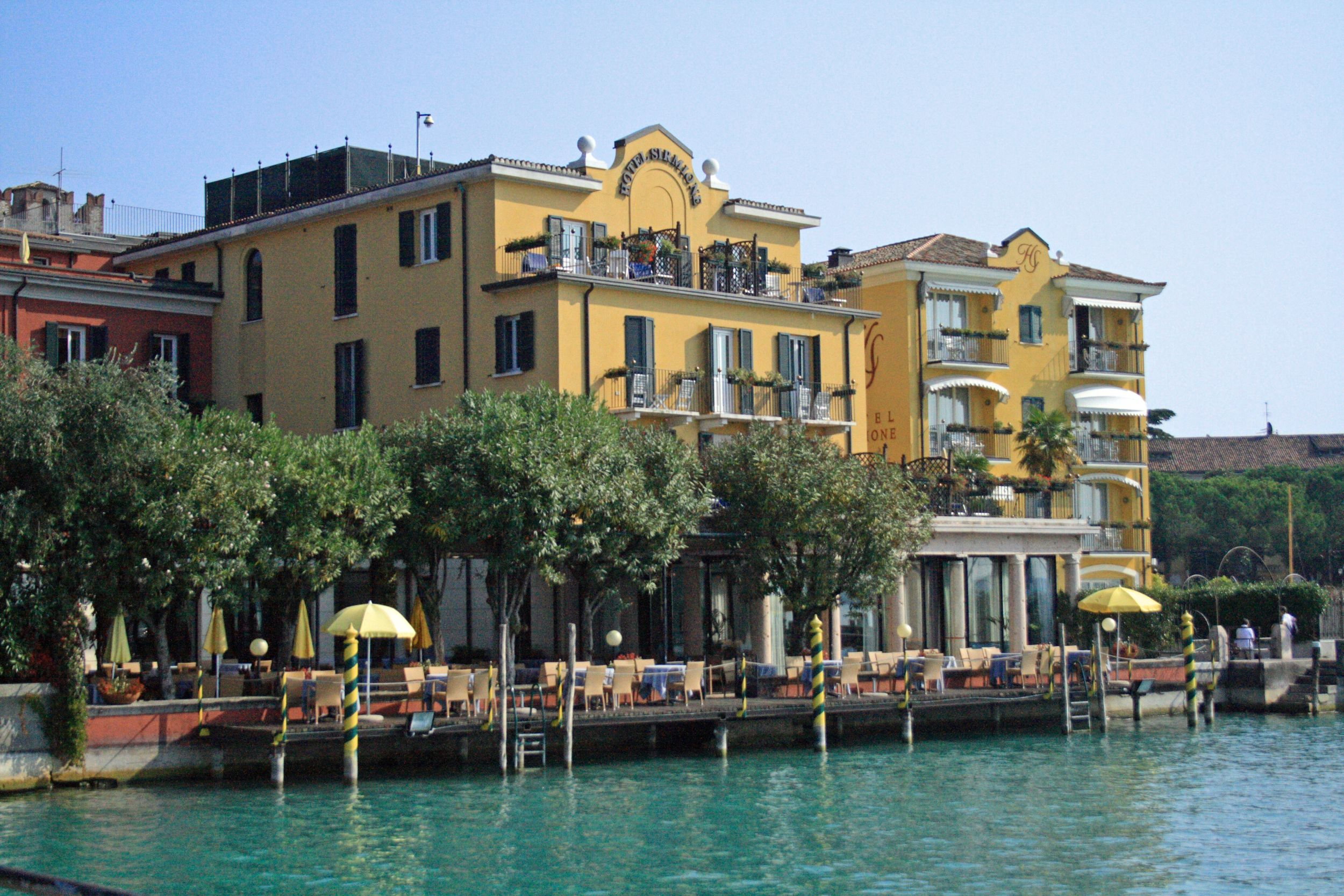
Sirmione
Villa Maria Callas - Vila Giovanniho Battisty Meneghiniho, kde často trávila letní měsíce pěvkyně Maria Callasová.